# 28958 Binns
28958 Binns este o planetă minoră (asteroid), cu un diametru de 21,577 km, din Asteroid troian al lui Jupiter. A fost descoperită pe 13 februarie 2001 la Experimental Test Site⁠(d) de Lincoln Near-Earth Asteroid Research și a fost numită după Hilda Binns⁠(d). 
Obiectul prezintă o orbită caracterizată de o semiaxă mare de 5,2945229 UAi, o excentricitate de 0,08, o înclinație de 8,22929 ° în raport cu ecliptica.